# Pleurotroppopsis lunata
Pleurotroppopsis lunata är en stekelart som beskrevs av Kamijo 1990. Pleurotroppopsis lunata ingår i släktet Pleurotroppopsis och familjen finglanssteklar. Inga underarter finns listade i Catalogue of Life.